# Waxiella erithraeus
Waxiella erithraeus är en insektsart som först beskrevs av Leonardi 1913.  Waxiella erithraeus ingår i släktet Waxiella och familjen skålsköldlöss.
Artens utbredningsområde är Eritrea. Inga underarter finns listade i Catalogue of Life.